# Russisk krigsskib, fuck dig (frimærke)
Russisk krigsskib, fuck dig …! (på ukrainsk Русскій воєнний корабль, іді …! Russkij wojennyj korabl, idi …!, på russisk Иди на хуй), er et særfrimærke udgivet af det ukrainske postvæsen, Ukrposhta. Det blev udgivet den 12. april 2022 til erindring om en begivenhed på den ukrainske ø Slangeøen, i forbindelse med Ruslands invasion af Ukraine 2022.

## KrigsfartøjetMoskva
Frimærket afbilder en ukrainsk soldats strakte tredje finger (= fuckfinger) til det russiske flagskib, krigsskibet Moskva. Moskva forliste den 14. april 2022, ifølge ukrainske kilder efter et ukrainsk missilangreb. Russiske kilder tillagde det en brand på skibet. Vestlige militæreksperter vurderede skibets krigsskader til at være fra et missilangreb, understøttet af en videooptagelse af et missils perforering af skibet.
Moskva, der tidligere var en del af Sovjetunions krigsflåde under navnet Slava (1979), var det første fartøj i klassen Project 1164 Atlant. Skibet var den russiske Sortehavsflådes flagskib. 
Ukraine erklærede Moskva til et undervandsmindesmærke.

## Fuckfingerfrimærket (2022)
Designet til frimærket "Russisk krigsskib, fuck dig!" ved Boris Groh, blev vedtaget efter en offentlig afstemning søsat af det ukrainske postvæsen på Facebook og Instagram, med cirka 8.000 afgivne stemmer, til udvælgelse iblandt 20 designforslag.
Frimærkets alternative navn på engelsk er "Russian warship, go fuck yourself" (fuck dig selv, russerkrigsskib), der henviser til en ukrainsk soldats svar til Moskva under radiokommunikationen på fordringen om at overgive sig eller blive bombet. Soldaten, Roman Hrybow, var del af en gruppe på 13 ukrainske soldater udstationeret på Slangeøen vest for Krim, der nægtede at overgive sig. De overlevede og blev siden hædret i Ukraine. Slangeøen er blevet beskrevet som "nøglen til Ukraines maritime territoriale krav".
Seancen er blevet karakteriseret som ukrainsk modstand - "skældsord for skældsord".
Øens gule bund gengiver sammen med det blå hav på frimærket, det ukrainske nationalflag.
Frimærket er udgivet i flere versioner, udlandsmærkets pålydende værdi er 1,5 dollar. I alt er 1 million eksemplarer plus 20.000 førstedagskuverter optrykt.